# Dekanat Bílovec

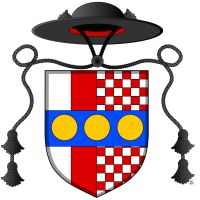
Herb dekanatu

Dekanat Bílovec – jeden z 11 dekanatów tworzących diecezję ostrawsko-opawską Kościoła łacińskiego w Czechach. Obejmuje 24 parafie. Obowiązki dziekana pełni od 2005 ks. Lumír Tkáčm, proboszcz parafii w Bílovcu.
Na terenie dekanatu znajdują się następujące parafie:
- Bílov: Parafia św. Wawrzyńca
- Bílovec: Parafia św. Mikołaja
- Bravantice: Parafia św. Walentego
- Dobešov: Parafia św. Mikołaja
- Fulnek: Parafia Najświętszej Trójcy
- Hladké Životice: Parafia św. Mikołaja
- Jistebník: Parafia Świętych Piotra i Pawła
- Klimkovice: Parafia św. Katarzyny
- Kujavy: Parafia św. Michała
- Lubojaty: Parafia św. Jerzego
- Mankovice: Parafia NMP
- Odry: Parafia św. Bartłomieja
- Olbramice: Parafia św. Bartłomieja
- Pohoř: Parafia św. Prokopa
- Pustějov: Parafia św. Marii Magdaleny
- Slatina: Parafia Wniebowzięcia Panny Marii
- Spálov: Parafia św. Jakuba Większego
- Studénka: Parafia św. Bartłomieja
- Studénka-Butovice: Parafia Wszystkich Świętych
- Suchdol nad Odrou: Parafia Najświętszej Trójcy
- Těškovice: Parafia Wniebowzięcia Panny Marii
- Velké Albrechtice: Parafia św. Jana Chrzciciela
- Veselí u Oder: Parafia Najświętszej Trójcy
- Véska u Oder: Parafia Nawiedzenia Panny Marii
- Vlkovic: Parafia św. Mikołaja
- Vražné: Parafia Świętych Piotra i Pawła